# 虹口足球場駅
座標: 北緯31度16分22秒 東経121度28分27秒 / 北緯31.27278度 東経121.47417度
虹口足球場駅（こうこうそくきゅうじょうえき）は中華人民共和国上海市虹口区に位置する上海軌道交通3号線と8号線の駅。

## 利用可能な鉄道路線
上海軌道交通（上海地下鉄）
■3号線
■8号線

## 駅構造
3号線と8号線の乗り換えは改札外乗換となるため上海公共交通カードの使用者を除き、別途運賃が必要だったが、2012年10月21日に連絡通路が完成した。これにより、普通乗車券での乗り継ぎも可能になった
。
3号線は相対式ホーム2面2線を有する高架駅。
8号線は島式ホーム1面2線を有する地下駅。開業当初からホームドア設置。

## 駅周辺
- 上海虹口足球場 - 駅名の由来。
- 魯迅公園 - 小説家魯迅の墓や魯迅紀念館がある。

## 歴史
- 2000年12月26日 - 3号線開通。
- 2007年12月29日 - 8号線開通。
- 2012年10月21日 - 3号線と8号線との連絡通路が供用開始。

## 隣の駅
上海軌道交通
■3号線
東宝興路駅 - 虹口足球場駅 - 赤峰路駅
■8号線
曲陽路駅 - 虹口足球場駅 - 西蔵北路駅